# Der Leberfleck
Der Leberfleck ist ein mit bescheidensten Mitteln hergestelltes, österreichisches Filmlustspiel aus dem Jahre 1948 des Schauspielers Rudolf Carl, der neben Oskar Sima auch einer der Hauptrollen spielt.

## Handlung
Im österreichischen Örtchen Reibing kommt es zu einem handfesten Sittlichkeitsskandal. Ein reicher US-Amerikaner hat in seinem Testament verfügt, dass diejenige Dame, die an einer delikaten Stelle ihres Körpers, die üblicherweise vor Blicken der Allgemeinheit durch Kleidung geschützt ist, einen Leberfleck besitzt, in den Genuss seines 10.000-Dollar-Erbes kommen soll. Jene Dame war einst seine Geliebte und wurde damals von einem spießigen, kleinbürgerlichen „Sittlichkeitsverein“ aufgrund ihres Lebenswandels geschmäht und diffamiert. Prompt wird der Arzt Dr. Krips hinzugezogen, der bei den zahlreichen Erbschaftsanwärterinnen, die sich einst über die Unmoralität echauffiert haben und jetzt nun angesichts eines in Aussicht stehenden Geldregens plötzlich auf der Bildfläche erscheinen, eine entsprechende, delikate Untersuchung vornehmen soll. Lediglich die als „unmoralisch“ gescholtene Kellnerin der örtlichen Gaststube, Kathi, nimmt an diesem peinlichen Zirkus nicht teil. 
Der listige und geschäftstüchtige Gemeindediener Hustinger bohrt in die Wand zum medizinischen Untersuchungszimmer Gucklöcher und vermietet sie an die männlichen Reibinger, allesamt Vertreter des Gemeinderats, die sich dort zuhauf einfinden, um eventuell den einen oder anderen Blick auf intime Details der vom Arzt begutachteten Damen zu erheischen. Dabei wird die dörfliche Pseudomoral als Heuchelei und Bigotterie entlarvt. Schließlich entpuppt sich die Erbschaftsfarce als ein Racheakt der Vorgängerin Kathis und späteren Gattin des Amerikaners, die damit die Spießbürger- und Doppelmoral der Reibinger Frauen offenlegen wollte, unter der sie einst zu leiden hatte. Die 10.000 Dollar werden schließlich an die liebenswürdige Kathi ausgezahlt, und die Hustinger-Tochter Franzi bekommt den Chauffeur des Erblassers, der in Wirklichkeit niemand anderes als dessen Sohn ist.

## Produktionsnotizen
Der Leberfleck, die erste von zwei Filmregien Carls, entstand im Atelier von Wien-Bauernmarkt sowie in der Umgebung von Wien. August Diglas übernahm die Produktionsleitung, Sepp Rothauer entwarf die Filmbauten. Der Film wurde am 21. August 1948 in der österreichischen Hauptstadt uraufgeführt. 
Die deutsche Premiere war erst am 25. Februar 1949 in Gelsenkirchen. Hier lief der Film unter dem leicht veränderten Titel Der prämierte Leberfleck. In einer seiner ersten Prüfungen hatte der Arbeitsausschuss der FSK den Film verboten, denn nach Meinung der Prüfer verletzte der Film das sittliche Empfinden. Die Firma legte den Film gekürzt noch einmal vor und erhielt unter größten Bedenken schließlich die Freigabe. Der Leberfleck untergrabe die Bedeutung der Familie, zumal das Elend ungezählter Jugendlicher allein vom Fehlen einer echten Familie stamme.

## Kritiken
Die zeitgenössischen Kritiken im katholischen Österreich fielen angesichts der, wie man damals fand, „Schlüpfrigkeit“ des Stoffs, zum Teil vernichtend aus: Die Wiener Tageszeitung befand „Anstatt zu lachen schüttelt man den Kopf“, und das Neue Österreich mäkelte, man suche hier vergebens „nach einem Funken von Geist oder Geschmack“. Das Kleine Blatt wiederum konstatierte nach der Premiere, das Publikum hätte auf den Film „leise gähnend und ohne jeglichen Applaus“ reagiert. 
Im Lexikon des Internationalen Films heißt es: „Ein sehr grob gedrechselter Schwank aus Österreichs früher Nachkriegsproduktion.“